# Споменици града Шапца
У наставку следи списак спомен биста и споменика на територији града Шапца.
| Слика | Назив                                                    | Адреса                          | Година       |
| ----- | -------------------------------------------------------- | ------------------------------- | ------------ |
|       | Споменик и костурница у порти Саборне цркве у Шапцу      | Порта Саборне цркве             | 3. јун 1934. |
|       | Споменик Лазе К. Лазаревића                              | Господар Јевремова улица        | 4. јул 1959. |
|       | Споменик ратних одликовања града Шапца                   | Господар Јевремова улица        | 2008.        |
|       | Споменик војводи Брани и српским четницима од 1904—1907. | Двориште медицинске школе       |              |
|       | Споменик жртвама у Другом светском рату                  | Трг шабачких жртава             |              |
|       | Спомен биста Добросава Радосављевића Народа              | Парк испред главне поште        |              |
|       | Спомен биста Миодрага Јовановића Мије                    | Парк испред главне поште        |              |
|       | Споменик погинулим борцима и грађанима 1941-1945         | МЗ Касарске ливаде              |              |
|       | Споменик на партизанском гробљу                          | Партизанско гробље              |              |
|       | Спомен биста Драгана Срнића                              | Испред Народног универзитета    |              |
|       | Спомен биста Небојше Јерковића                           | Парк, мачванска улица           |              |
|       | Спомен биста Мике Митровића                              | Двориште медицинске школе       |              |
|       | Спомен биста Вука Караџића                               | Двориште ОШ „Вук Караџић”       |              |
|       | Спомен биста Стојана Новаковића                          | Двориште ОШ „Стојан Новаковић”  |              |
|       | Спомен биста Нате Јеличић                                | Двориште ОШ „Ната Јеличић”      |              |
|       | Спомен биста Лазе К. Лазаревића                          | Двориште ОШ „Лаза К. Лазаревић” |              |
|       | Спомен биста Вере Благојевић                             | Двориште градске библиотеке     |              |
|       | Спомен биста Живорада Жике Поповића                      | Парк, МЗ Жика Поповић           |              |
|       | Спомен биста Ивана Кнежевића-Кнез Иве од Семберије       | Градски парк                    |              |
|       | Спомен биста Јанка Веселиновића                          | Градски парк                    |              |
|       | Спомен биста Косте Абрашевића                            | Градски парк                    |              |